# Ovanåker
Ovanåker ist ein Ort (Småort) in der schwedischen Provinz Gävleborgs län und der historischen Provinz (landskap) Hälsingland. Er gehört zur gleichnamigen Gemeinde, ist jedoch nicht deren Hauptort, und liegt sechs Kilometer östlich von Edsbyn.
Der Name Ovanåker leitet sich vom Namen des Kirchendorfs ab, das 1542 erstmals als Offuanååker belegt ist. Die Kirche von Ovanåker stammt aus dem Jahr 1621.
Vor 2015 besaß Ovanåker den Status eines Tätorts mit zuletzt (2010) 212 Einwohnern, verlor diesen aber danach wegen des zu großen Abstandes zu einem Teil der Wohnbebauung gemäß Tätortsdefinition.

## Persönlichkeiten
- Anders Celsius (1701–1744), schwedischer Astronom, Mathematiker und Physiker